# European Football League
Pour les articles homonymes, voir EFL.
Ne doit pas être confondu avec European League of Football.
L'European Football League, également appelée EFL, est une compétition annuelle de football américain qui était organisée par la Fédération européenne de football américain (EFAF).
Créée en 1986, elle cesse ses activités en fin de saison 2018.
Entre 1986 et 2013, cette ligue, qui regroupait les meilleurs clubs européens, ne comptait qu'une seule compétition. Dès 2014,  elle est scindée en deux compétitions, l'Eurobowl (Big 6) et l'EFL Bowl.

## Histoire
Cette compétition se dispute pour la première fois sous forme de tournoi en août 1986 à Amsterdam avec huit équipes engagées. Les huit clubs fondateurs de cette épreuve sont : les Finlandais Taft Vantaa (vainqueurs), les Italiens Doves de Bologne (finalistes), les Anglais Birmingham Bulls (3e), les Néerlandais Amsterdam Rams (4e), les Français Paris Jets (éliminés en quarts de finale), les Suisses Lugano Seagulls (éliminés en quarts de finale), les Autrichiens Salzbourg Lions (éliminés en quarts de finale) et les Allemands Ansbach Grizzlies (éliminés en quarts de finale). Il n'y a pas eu d'édition 1987.
Durant les années 1990, les clubs allemands ont dominé la compétition après deux victoires successives des London Olympians en 1993 et 1994 : les Düsseldorf Panther en 1995, trois victoires des Blue Devils de Hambourg de 1996 à 1998 et les Lions de Brunswick en 1999.
De 2000 à 2002, les Lions de Bergame ont remporté le Eurobowl. La quinzième édition de l'Eurobowl en 2001, accueillie par les Vikings de Vienne, a été jouée à Vienne devant plus de 6 000 visiteurs payants. Il est le premier match de football américain à être retransmis en direct à la télévision autrichienne. Un an plus tard, la 16e édition est jouée à Brunswick en Allemagne, organisée par les Lions de Brunswick ; elle accueille environ 9 000 spectateurs et est retransmise par Sport1 (anciennement Deutsches Sportfernsehen) et Sat1.
En 2003, les Vikings de Vienne stoppent la série de victoires des Lions de Bergame grâce à leur victoire en demi-finale. Lors de l'Eurobowl, les Vikings rencontrent les Lions de Brunswick mais sont défaits par le club allemand qui devient champion pour la deuxième fois (après 1999).
2004, 2005, 2006 et 2007 sont les années du club autrichien des Vikings. L'équipe de Vienne remporte le trophée quatre fois de suite, télévisé par la télévision autrichienne ORF et ORF Sport Plus (ex-TW1). Les Vikings s'imposent par deux fois d'affilée face aux Lions de Bergame et s'imposent une dernière fois face aux Mercenaries de Marbourg d'Allemagne.
En 2008, les Raiders du Tyrol remportent pour la première fois la couronne européenne par une victoire sur le champion de Vienne, les Vikings de Vienne.
Les Raiders réitèrent leur exploit par une victoire finale en 2009 face aux Français des Flash de La Courneuve en face d'une immense foule de 6 500 personnes à Innsbruck.
En 2014, l'EFL est scindée en deux compétitions :
- Le tournoi BIG 6 : réservé aux équipes de Division I européennes, la finale et le trophée récompensant le champion se nomment Eurobowl
- Le tournoi de l'EFL Bowl : réservé aux équipes de Division II européennes, la finale et le trophée récompensant le champion se nomment l'EFL Bowl.

Ces compétitions ont coexisté avec la Ligue des champions européenne de l'IFAF de 2014 à 2016.

## La compétition
Avant 2014, la compétition se tient en deux étapes : une phase de saison régulière avec quatre poules de trois équipes et une phase de playoffs avec demi-finales et finale. Avant la phase de poules, quelques matchs de qualification se tiennent entre les champions des nations considérées comme les plus faibles.
Depuis l'édition 2014, avec l’apparition d’une nouvelle compétition la Ligue des Champions Européenne de l'IFAF, la compétition est restructurée en deux divisions :
- BIG 6 : qui regroupe les meilleures équipes du continent. Les six équipes sont réparties en deux groupes de trois. Toutes les équipes d’un même groupe se rencontre, à raison d’un match à domicile et un match à l’extérieur. Les premiers de chaque groupe se disputent le titre de champion d'Europe lors de l'Eurobowl.
- EFL : qui comptent six participants. Les six équipes sont réparties en deux groupes de trois. Toutes les équipes d’un même groupe se rencontre, à raison d’un match à domicile et un match à l’extérieur. Les premiers de chaque groupe s'affronte lors de l'EFL Bowl.

La saison débute en mars et s'achève fin juin ou début juillet.